# Acanthocera kroberi
Acanthocera kroberi är en tvåvingeart som beskrevs av David Fairchild 1939. Acanthocera kroberi ingår i släktet Acanthocera och familjen bromsar.
Artens utbredningsområde är Paraguay. Inga underarter finns listade i Catalogue of Life.